# B. Smith
Barbara Elaine Smith, más conocida como B. Smith (Pittsburgh, Pensilvania; 24 de agosto de 1949-Long Island, Nueva York; 22 de febrero de 2020), fue una restauradora, modelo, autora, y presentadora de televisión estadounidense.

## Biografía
Nació en el suburbio de Everson, en Pittsburgh, Pensilvania, y creció en Scottdale, Pensilvania. Su madre, Florence, era una sirvienta y su padre, William, un obrero siderúrgico. Fue educada en el Instituto Southmoreland graduándose en 1967.
Smith debutó como la primera modelo negra que apareció en la portada de la revista Mademoiselle en 1976.
Fue propietaria de múltiples restaurantes llamados B. Smith. El primero, se abrió en 1986, en el número 47 de la Octava Avenida, en la ciudad de Nueva York y, unos años más tarde, se trasladó cerca del Restaurant Row, el cual estaba situado en el número 46; seguido por otro en Sag Harbor, Long Island, Nueva York. También fue propietaria de un restaurante en la histórica Beaux-Arts Union Station, en Washington D. C.; en septiembre de 2013, se informó que el restaurante cerraría. En 2014, el restaurante Sag Harbor se cerró, seguido por la ubicación de Manhattan en enero de 2015.
Su sindicato televisivo semanal de media hora, B. Smith With Style, debutó en 1997 y también se difundió los fines de semana en BTN y Bounce TV. Presentó segmentos de decoración de casas y cocina.
El interés de Smith en la decoración y diseño de restaurantes le permitió desarrollar su primera colección de casa, la cual debutó en Bed Bath & Beyond en la primavera de 2001. Además, lanzó una línea de servicio en 2004. En la primavera de 2007, Smith debutó con su primera colección de mobiliario con la compañía La-Z-Boy de Clayton Marcus.
Hizo su incursión como actriz, aceptando un papel en la función Off Broadway Love, Loss, and What I Wore desde el 27 de abril hasta el 29 de mayo de 2011, junto con Conchata Ferrell, AnnaLynne McCord, Anne Meara y Minka Kelly. También hizo dos apariciones en la serie de televisión Mister Rogers' Neighborhood, una vez como modelo para el vestido de boda de la reina Sara y, otra vez haciendo una visita por su restaurante, B. Smith, y haciendo natillas de frambuesa con Fred Rogers y su chef, Henry. Durante el episodio, enseñó a los espectadores más pequeños la importancia de lavarse las manos, y compartió la emoción de utilizar boles y batidoras enormes. Dijo que su sueño era alimentar personas, el cual empezó a una edad temprana cuando alimentaba a sus muñecas.
Fue autora de tres libros de cocina enfocados a las recetas y presentación: B. Smith's Entertainment and Cooking for Friends (1995), B. Smith's Rituals and Celebrations (1999), y B. Smith Cooks Southern Style (2009).
En junio de 2014, Smith reveló que había sido diagnosticada de un estadio temprano de la enfermedad de Alzheimer, declarando que vino con la información para contrarrestar el estigma asociado a la enfermedad. En noviembre de ese mismo año, el marido de Smith informó de su desaparición desde Southampton, Nueva York. Fue encontrada al día siguiente en una cafetería en Midtown Manhattan.
Smith y su marido publicaron Before I Forget, a principios de 2016, detallando su viaje seguido por el diagnóstico de principios de Alzheimer. El libro fue escrito junto a Vanity Fair, con la contribución del editor Michael Shnayerson.

## Vida personal
Smith se casó dos veces. Su primer matrimonio fue en 1986 con el primer ejecutivo de HBO, Don Anderson, hasta su divorcio en 1990. En 1992 se casó con su socio empresarial, Clarence Dan Gasby, en la iglesia de St. Luke Lutheran, en Manhattan. Él era productor ejecutivo de Essence Awards y el vicepresidente senior de marketing en Camelot Entertainment Sales Inc. Smith no ha tenido hijos pero es madrastra de la hija de Gasby, Dana.
Smith vivió en Sag Harbor, Nueva York, en Long Island, hasta que ella y Gasby se trasladaron cerca de East Hampton, Nueva York, a mediados de la década de 2010. Ella anteriormente vivía en Sur de Central Park y tenía un segundo apartamento que solía utilizar como oficina.
Falleció el 22 de febrero de 2020 a los setenta años en su domicilio de Long Island en el estado de Nueva York tras varios años de lucha contra el Alzheimer.